# Списък на реките във Вашингтон
Списъкът на реките във Вашингтон включва основните реки, които текат в щата Вашингтон, Съединените американски щати.
Територията на щата попада изцяло във водосборния басейн на Тихия океан. Повечето реки и потоци се вливат в Пюджет Саунд, река Колумбия или направо в Тихия океан.

## По водосборен басейн
Тихи океан
- Куинолт
- Чехалис
- Колумбия
  - Каулиц
  - Люис
  - Кликитат
  - Якима
    - Начес Ривър
    - Топениш Крийк

  - Тучет Ривър
  - Лоуър Краб Крийк
  - Снейк Ривър
    - Туканон
    - Палус
      - Рок Крийк
      - Юниън Флат Крийк

  - Уеначи
  - Ентиат
  - Челан
  - Метоу
  - Оканоган
  - Сенпоил
  - Спокейн
    - Хангман Крийк

  - Панд Орей

Проток Джорджия
- Нуксак

Пюджет Саунд
- Скаджит
- Скикомиш
- Паялуп
- Нискуали

## По азбучен ред
- Ентиат
- Каулиц
- Кликитат
- Колумбия
- Куинолт
- Лоуър Краб Крийк
- Люис
- Метоу
- Начес Ривър
- Нискуали
- Нуксак
- Оканоган
- Палус
- Панд Орей
- Паялуп
- Рок Крийк
- Сенпоил
- Скаджит
- Скикомиш
- Снейк Ривър
- Спокейн
- Топениш Крийк
- Туканон
- Уеначи
- Хангман Крийк
- Челан
- Чехалис
- Юниън Флат Крийк
- Якима